# 다요시역
다요시역(일본어: 田吉駅 たよしえき[*])은 일본 미야자키현 미야자키시에 위치한 규슈 여객철도의 철도역이다. 니치난 선의 소속역이며, 이 역을 기점으로 하는 미야자키쿠코 선 등 2개의 노선이 상호 운행되고 있다. 섬식 승강장 1면 2선의 구조를 갖춘 지상역이다.

## 이용 현황
| 승차 인원 추이 | 승차 인원 추이 |
| 연도           | 1일 평균       |
| -------------- | -------------- |
| 2002           | 31             |
| 2003           |                |
| 2004           | 24             |
| 2005           | 30             |
| 2006           | 25             |
| 2007           | 30             |
| 2009           | 40             |
| 2010           | 37             |
| 2011           | 36             |

## 역 주변
- 미야자키 시청 아카에 지역 센터

## 역사
- 1913년 10월 31일 : 미야지키 교통선의 역으로서 초대 다요시 역이 개업.
- 1962년 7월 1일 : 미야자키 교통선 폐지에 수반해, 역이 폐지되었다.
- 1963년 5월 8일 : 일본국유철도 니치난 선의 역으로서 2대째 역이 개업했다.
- 1971년 10월 1일 : 다시 역이 폐지.
- 1996년 7월 18일 : 규슈 여객철도 니치난 선 · 미야자키쿠코 선의 역으로서 3대째 역이 개업했다.

## 인접 역
| 니치난 선                          | 니치난 선               | 니치난 선                      |
| ---------------------------------- | ----------------------- | ------------------------------ |
| 미나미미야자키 미나미미야자키 방면 | ■ 쾌속 '니치난 마린 호' | 기바나 시부시 방면             |
| 미나미미야자키 미나미미야자키 방면 | ■ 보통                  | 미나미카타 시부시 방면         |
| 미야자키쿠코 선                    |                         |                                |
| 시·종착역                          | ■ 미야자키쿠코 선       | 미야자키쿠코 미야자키쿠코 방면 |